# Teun
T(h)eun, T(h)eunis of Teunus is een voornaam die voornamelijk voor mannen wordt gebruikt, hoewel de naam ook bij vrouwen voorkomt, soms in de vorm van 'Teuntje', 'Teunice' of 'Teuni(e)'. De naam is afgeleid van de Latijnse naam Antonius. De naam T(h)eun kan soms een inkorting zijn van T(h)eunis, Teunus, Antoine of Antoon.
De naam komt ook voor op het leesplankje van Cornelis Jetses, dat op Nederlandse scholen werd gebruikt (het aap-noot-mies).

## Bekende naamdragers

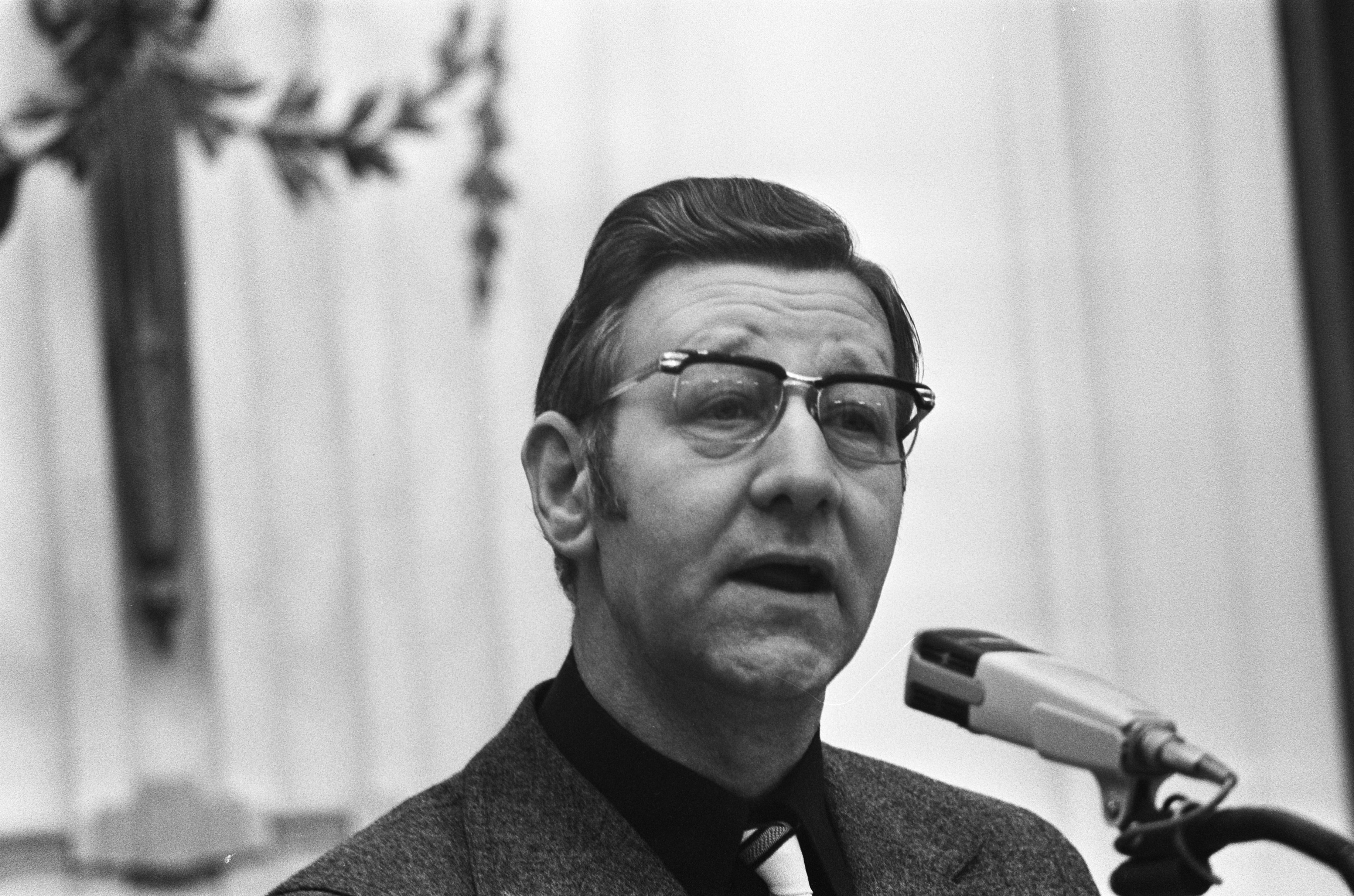
Teun Tolman

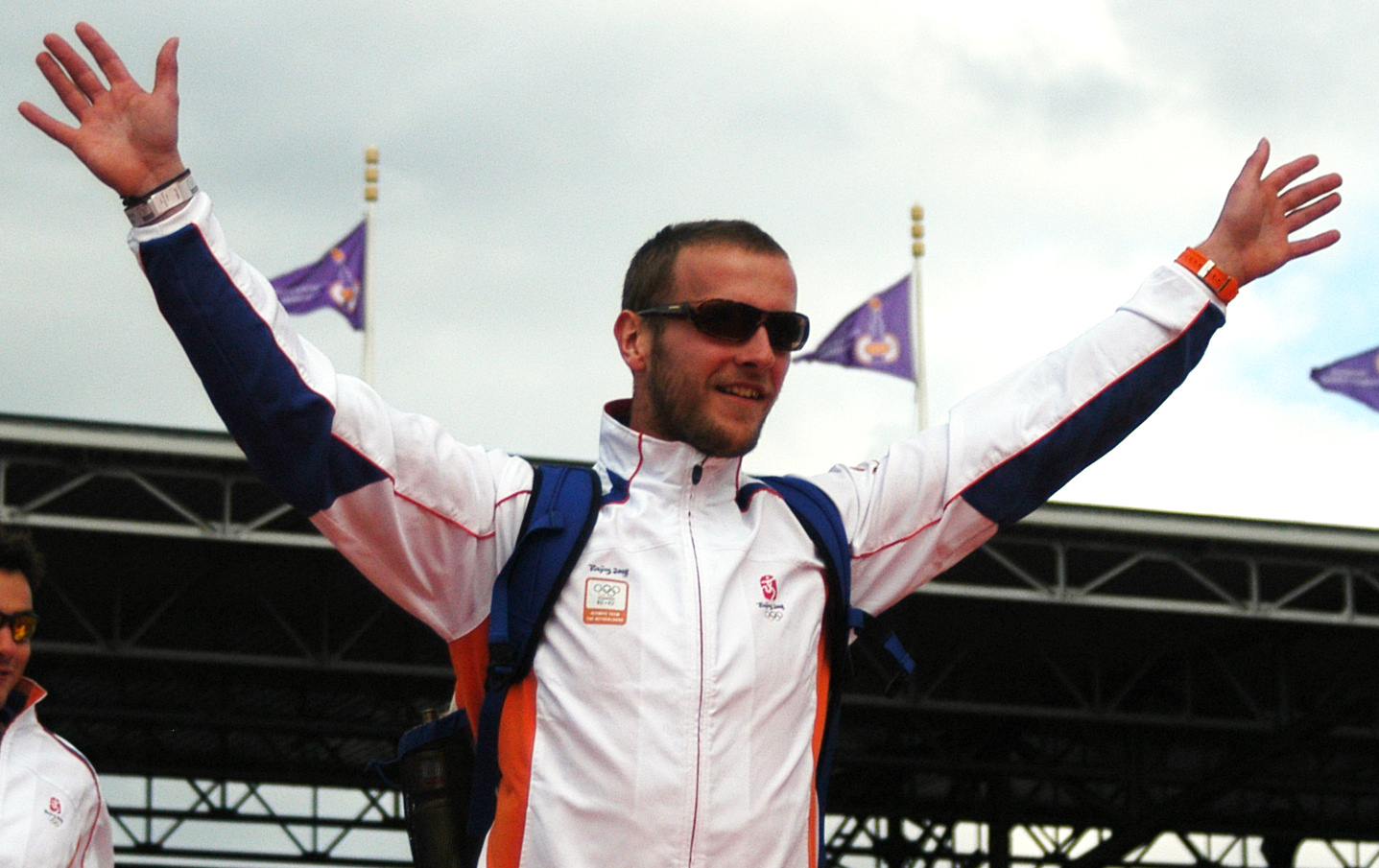
Teun Mulder

### Teun
- Teun van Dijck, Nederlands politicus
- Teun van de Keuken, Nederlands journalist en televisie- en radioprogrammamaker
- Teun Koolhaas,  Nederlands architect en stedenbouwkundige
- Teun Luijkx, Nederlands acteur
- Teun de Nooijer, Nederlands hockeyer

### Teunis
- Teunis (Teun) Mulder, Nederlands baanwielrenner
- Teunis (Teun) Sprong, Nederlandse atleet

### Teunus
- Teunus (Teun) Tolman,  Nederlandse veefokker en politicus

### Theun
- Theun de Vries, Nederlands schrijver
- Theun de Winter, Nederlands journalist, dichter en tekstschrijver

## Fictief figuur
- Kleine Teun, personage in de gelijknamige Nederlandse film Kleine Teun uit 1998
- Teun Stier, personage in het Nederlandse poppenprogramma De Fabeltjeskrant
- Teun, een personage uit de kleuterserie De film van Ome Willem, gespeeld door Jennifer Jane Willems.